# Alchemilla diversipes
Alchemilla diversipes é uma espécie de rosácea do gênero Alchemilla, pertencente à família Rosaceae.